# Defence of intoxication
Als intoxication (engl. ‚Rausch‘) bezeichnet man im Strafrecht von England und Wales eine defence (Verteidigungseinrede). Der Beschuldigte plädiert dabei, er habe die Tat im Drogen- oder Alkoholrausch begangen. Historisch wirkte die Begehung im Rausch stets strafschärfend; grundsätzlich gilt dies auch heute noch. Seit der Entscheidung DPP v Majewski (1977) unterscheiden die englischen Gerichte, ob es sich um eine offence of basic intent oder eine offence of specific intent handelt. Letztere sind solche, bei denen die erforderte mens rea intention ist, bei offences of basic intent genügt recklessness. Auf Intoxication kann nur dann plädiert werden, wenn es sich um eine offence of specific intent handele.